# Confédération internationale des syndicats libres
Pour les articles homonymes, voir Cisl.
 (février 2021).
Si vous disposez d'ouvrages ou d'articles de référence ou si vous connaissez des sites web de qualité traitant du thème abordé ici, merci de compléter l'article en donnant les références utiles à sa vérifiabilité et en les liant à la section « Notes et références ».
La Confédération internationale des syndicats libres était une union syndicale internationale fondée le 7 décembre 1949 par des syndicats en rupture avec la Fédération syndicale mondiale dominée par les communistes. Elle revendiquait 225 membres dans 148 pays. La CISL s’est dissoute lors de son congrès du 31 octobre 2006 pour permettre l’intégration de ses membres au sein de la nouvelle Confédération syndicale internationale. Son siège, partagé avec la Confédération européenne des syndicats se trouvait à la Maison syndicale internationale à Bruxelles.

## Historique

### Les tensions au sein de laFédération syndicale mondiale
Dès l’annonce du Plan Marshall en 1947, les tensions qui existaient entre les communistes, soutenus par les Soviétiques, et les autres courants qui existaient au sein de la Fédération syndicale mondiale apparaissent au grand jour. En mars 1948, l’AFL et son représentant en Europe, Irwing Brown, organise une conférence à Londres des organisations soutenant le plan Marshall, rassemblant aussi bien des organisations appartenant à la FSM que des organisations sans affiliations. Les 25-26 juin 1949, la Conférence de Genève rassemble 30 pays, et la Confédération internationale des syndicats chrétiens est présente comme observatrice. L’anti-communisme domine alors les débats. Durant toute l’année 1949, les principales centrales non-communistes abandonnent la FSM.

### La fondation de la Confédération internationale des syndicats libres
C’est finalement au Congrès de Londres (28 novembre-9 décembre 1949) que se crée la Confédération internationale des syndicats libres. Elle rassemble des organisations de 53 pays, et plus de 48 millions de syndiqués. À la tribune, Irving Brown désigne l’ennemi prioritaire : « le totalitarisme soviétique », mais la minorité sociale-démocrate, amenée par Léon Jouhaux de la CGT-FO française, Walter Reuther du CIO américain, et Hans Böckler de la DGB allemande demande que toutes les dictatures soient condamnées, et que le marché ne soit pas le seul moteur de l’économie. La résolution finale tient compte de ces remarques.

### Un anticommunisme de combat
Malgré la présence d’une minorité sociale-démocrate, c’est un anticommunisme affirmé qui domine la CISL pendant les dix premières années de son existence. Appuyée financièrement par l’AFL, et dirigée en sous-main par Irwing Brown elle développe une stratégie tous azimuts pour faire pièce aux syndicats communistes ou pouvant basculer de leur côté. Elle apporte son soutien à la Communauté européenne du charbon et de l’acier, elle pousse ses organisations à participer au processus qui aboutira à création de la Confédération européenne des syndicats), et elle crée des organisations régionales pour pouvoir lutter au plus près du terrain (ORIT en Amérique, ORAF en Afrique et ORAP pour l’Asie et le Pacifique).

### La réorientation vers le syndicalisme
À partir des années 1960, les syndicats allemands, anglais et scandinaves prennent un poids plus important au sein de la CISL et dénoncent son absence d’activité réellement syndicale. Ils demandent notamment qu’elle condamne aussi les dictatures amies des États-Unis où les droits syndicaux sont bafoués. De plus, ils développent des liens avec des syndicats communistes dans le but de promouvoir les intérêts des travailleurs, par delà les clivages idéologiques. Cette influence grandissante des sociaux-démocrates au sein de la CISL fait que l’AFL (réunifiée en 1955 avec le CIO) quitte la CISL en 1969.

### Le rapprochement avec laConfédération mondiale du travail
Dans les années 1970, l’influence des syndicats sociaux-démocrates et l’entrée de nouvelles centrales, comme la Confédération française démocratique du travail amènent la CISL à être plus critique envers la politique américaine, et à se rapprocher de la Confédération mondiale du travail. Par ailleurs l’intégration européenne grandissante amène les deux internationales à fusionner leurs organisations européennes au sein de la Confédération européenne des syndicats, cette dernière, qui s’autonomise peu à peu, reçoit même l’adhésion d’un syndicat d’orientation communiste, la Confédération générale italienne du travail. Même si l’AFL-CIO est absente des instances internationales, des contacts sont maintenus, et elle reste très présente dans les organisations régionales, surtout américaine (ORIT) et asiatique (ORAP).

### L’extension après laGuerre froide
En 1990, la CISL revendique 99 millions de syndiqués, organisés dans 144 centrales présentes dans 101 pays. En 1989, l’AFL-CIO revient dans la CISL, et pousse à son extension. La CISL commence à s’étendre dans les anciens pays sous tutelle soviétique, en mai, c’est l’ancienne centrale officielle de Tchécoslovaquie qui demande à s’affilier à la CISL, et le syndicat polonais Solidarność est affilié à la CISL et la CMT. Dès 2000, la CISL s'engage dans une collaboration plus directe avec la Confédération mondiale du travail qui aboutit dans le processus de création de la nouvelle Confédération syndicale internationale dont le congrès fondateur a lieu à Vienne, du 1er au 3 novembre 2006.